# Lovisa Elisabet av Orléans
Louise Elisabet av Orléans, på franska Louise Élisabeth d'Orléans, född 11 december 1709 på Versailles, död 16 juni 1742 i Luxemburgpalatset i Paris, var en spansk drottning, gift med kung Ludvig av Spanien.

## Biografi
Louise Elisabet var dotter till hertig Filip av Orléans, vars far var kusin till kung Ludvig XV av Frankrike och Frankrikes regent 1715–1723, och Françoise-Marie de Bourbon, utomäktenskaplig dotter till kung Ludvig XIV av Frankrike. Hon fick en klosterutbildning men var försummad som barn. Hon stod mycket nära sin bror. 
1720 slöts fred mellan Frankrike och Spanien och som en del av avtalet arrangerades äktenskap mellan franske kungen och en spansk prinsessa och mellan Louise och den spanske kronprinsen. 20 januari 1722 blev Louise och Ludvig gifta. 
Louise blev kritiserad och illa omtyckt vid spanska hovet. Hennes dåliga uppfostran gjorde det svårt för henne att följa etiketten, och hon protesterade genom att gå omkring naken, rapa och annat. Hon blev drottning 1724, men änkedrottning efter sju månader. Hon återvände till Frankrike på begäran av sin mor, där hon ombads att hålla sig borta från hovet och levde sedan ett diskret liv i Paris.